# تقویم قدیسین

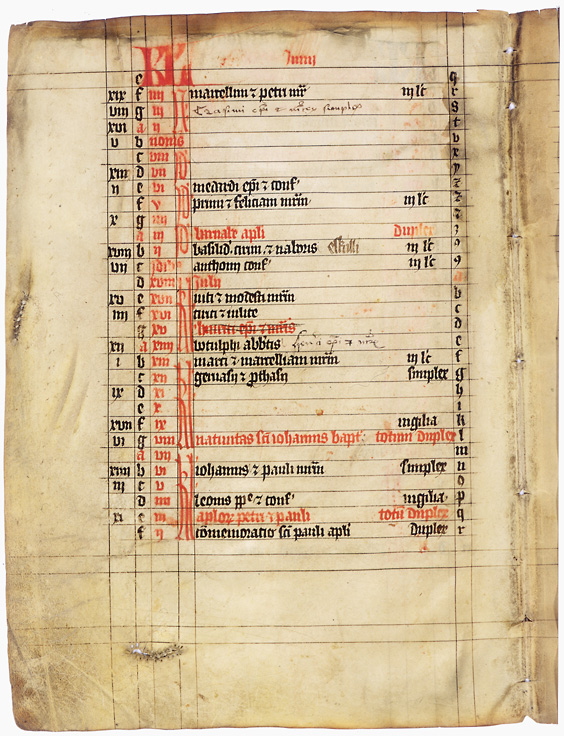
یک دستنوشته مربوط به قرون وسطیاز یک تقویم در فنلاند مربوط به فرقه دومینیکن

تقویم قدیسین (به انگلیسی: Calendar of saints) گاهشماری در مسیحیت است که سال مذهبی را به نام قدیسین پذیرفته شده توسط واتیکان تقسیم بندی نموده‌است.